# Parathelypteris simulata
Parathelypteris simulata är en kärrbräkenväxtart som först beskrevs av George Edward Davenport, och fick sitt nu gällande namn av Holtt. Parathelypteris simulata ingår i släktet Parathelypteris och familjen Thelypteridaceae. Inga underarter finns listade.